# Francisco Wais
Francisco Wais San Martín (La Coruña, 17 de julio de 1888-Madrid, 18 de noviembre de 1979) fue un ingeniero e historiador ferroviario español.

## Biografía
Nacido en 1888 en la ciudad gallega de La Coruña, era hermano del político conservador Julio Wais. Fue autor de una Historia general de los ferrocarriles españoles (1967). De esta obra se ha dicho que se trataría de una «exposición muy bien informada y clara de la trayectoria del ferrocarril en España», si bien otro autor apunta que «aun teniendo el mérito de confeccionar por primera vez una narración global que cubría su primer siglo de funcionamiento, se elaboró al margen de dicha corriente dado que no pasaba de ser más que una descripción que renunciaba explícitamente a cualquier interpretación». Falleció en 1979 en Madrid.